# Пилявская, Софья Станиславовна
Со́фья Станисла́вовна Пиля́вская (4 (17) мая 1911, Красноярск, Енисейская губерния, Российская империя — 21 января 2000, Москва, Россия) — советская российская актриса театра и кино, народная артистка СССР (1991). Лауреат Сталинской премии II степени (1951).

## Биография
Родилась 4 (17) мая 1911 года в Красноярске, в семье с польскими корнями.
В 1931 году окончила драматический класс З. С. Соколовой (сестры К. С. Станиславского).
С 1931 года — актриса МХАТ имени М. Горького (МХАТ).
Во время войны, в октябре 1941 года МХАТ был эвакуирован в Саратов, актёры жили на первых порах прямо в здании Саратовского ТЮЗа, лишь в ноябре 1942 года вернулись в Москву.
С 1954 года — педагог Школы-студии им. В. И. Немировича-Данченко при МХАТ СССР имени М. Горького (с 1972 года — профессор).
После разделения театра в 1987 году служила в МХАТ имени А. П. Чехова до 2000 года.
В конце декабря 1991 года Софья Станиславовна и Олег Янковский были последними артистами, удостоенными почётного звания «народный артист СССР».
Долгое время проживала в доме № 5/7 по Глинищевскому переулку в Москве.
Умерла 21 января 2000 года на 89-м году жизни в Москве. Похоронена на Новодевичьем кладбище (участок № 2).

### Семья
- Отец — Станислав Станиславович Пилявский, (род. в 1883), поляк; член ВКП(б) (до этого член партии Социал-демократия Королевства Польского и Литвы); председатель Спецколлегии Верховного суда СССР. Арестован 13 сентября 1937 года. Приговорён: ВКВС СССР 25 ноября 1937 года, расстрелян 26 ноября 1937 года. Место захоронения — Москва, Донское кладбище. Реабилитирован 28 мая 1955 года ВКВС СССР.
- Мать — Софья Иосифовна Пилявская (в девичестве Стоковская).
- Муж — Николай Иванович Дорохин (1905—1953), актёр театра и кино, народный артист РСФСР (1948).

## Звания и награды
- заслуженная артистка РСФСР (1947)
- народная артистка РСФСР (30 января 1963 года) — за большие заслуги в области советского театрального искусства[4]
- народная артистка СССР (21 декабря 1991 года) — за большие заслуги в развитии советского театрального искусства[5].
- Сталинская премия второй степени (1951) — за роль Христины Падера в фильме «Заговор обречённых» (1950)
- орден Почёта (12 июля 1996 года) — за заслуги перед государством и многолетний добросовестный труд[6]
- орден Трудового Красного Знамени (26 октября 1948 года) — за выдающиеся заслуги в развитии советского театрального искусства и в связи с пятидесятилетием со дня основания Московского орденов Ленина и Трудового Красного Знамени Художественного Академического театра СССР имени М. Горького[7].
- Благодарность Президента Российской Федерации (23 октября 1998 года) — за многолетнюю плодотворную деятельность в области театрального искусства и в связи со 100-летием Московского Художественного академического театра[8]

## Творчество

### Роли в театре

#### МХАТ имени М. Горького(1931—1987)
- 1931 — «Страх» А. Н. Афиногенова — стенографистка
- 1931 — «Квадратура круга» В. П. Катаева — Тоня
- 1932 — «Мёртвые души» по Н. В. Гоголю — дама в сценах «Ужин» и «Бал»
- 1933 — «У жизни в лапах» К. Гамсуна — горничная фру Юлианы
- 1933 — «Вишнёвый сад» А. П. Чехова — старушка в III акте
- 1933 — «Таланты и поклонники» А. Н. Островского — курсистка в сцене «На вокзале»
- 1934 — «Елизавета Петровна» Д. П. Смолина — Мария Меншикова
- 1935 — «Чудесный сплав» В. М. Киршона — Наташа
- 1935 — «Платон Кречет» А. Е. Корнейчука — Оля
- 1936 — «Воскресение» по Л. Н. Толстому — Мариэтт
- 1937 — «Синяя птица» М. Метерлинка — Ночь
- 1937 — «Пиквикский клуб» по Ч. Диккенсу — Мери
- 1937 — «Анна Каренина» по Л. Н. Толстому — 2-я дама
- 1939 — «Половчанские сады» Л. М. Леонова — Маша
- 1940 — «Горе от ума» А. С. Грибоедова — Софья
- 1942 — «Кремлёвские куранты» Н. Ф. Погодина — Маша
- 1943 — «Последние дни» М. А. Булгакова — Александрина
- 1943 — «Анна Каренина» по Л. Н. Толстому — Фрейлина
- 1945 — «Офицер флота» А. А. Крона — Тамара
- 1947 — «Алмазы» Н. А. Асанова — Меньшикова
- 1951 — «Идеальный муж» О. Уальда — миссис Чивли
- 1953 — «На дне» М. Горького — Настя
- 1953 — «Школа злословия» Р. Б. Шеридана — леди Снируэлл
- 1954 — «Дачники» М. Горького — Юлия Филипповна
- 1954 — «Лермонтов» Б. А. Лавренёва — Карамзина
- 1956 — «Осенний сад» Л. Хелман — Кэрри Эллис
- 1959 — «Всё остаётся людям» С. И. Алёшина — Наталия Дмитриевна
- 1964 — «Кремлёвские куранты» Н. Ф. Погодина — Забелина
- 1967 — «Чрезвычайный посол» А. С. и П. Л. Тур — Кристина Свенсон
- 1971 — «Потусторонние встречи» по Л. В. Гинзбургу — Ильза Браун
- 1971 — «Валентин и Валентина» М. М. Рощина — Бабка
- 1973 — «На всякого мудреца довольно простоты» А. Н. Островского — Глумова
- 1978 — «Репетитор» Г. И. Полонского — Ксения Замятина
- 1982 — «Живой труп» Л. Н. Толстого — Анна Павловна
- 1987 — «Колея» В. К. Арро — Елена Андреевна

#### МХАТ имени А. П. Чехова(1988—1997)
- 1988 — «Дядя Ваня» А. П. Чехова — Войницкая
- 1988 — «Московский хор» Л. С. Петрушевской — Нета
- 1989 — «Варвары» М. Горького — Богаевская
- 1991 — «Красивая жизнь» Ж. Ануя — баронесса Мина фон Брахейм
- 1991 — «Суперфляй» В. С. Розова по роману Н. В. Нарокова «Мнимые величины» — Софья Дмитриевна
- 1992 — «Горе от ума» А. С. Грибоедов — Хлёстова
- 1996 — «Гроза» А. Н. Островского — Сумасшедшая барыня
- 1997 — «Три сестры» А. П. Чехова — Анфиса

### Роли в кино
- 1947 — Золушка — девушка на балу
- 1949 — Сталинградская битва — женщина с ребёнком
- 1950 — Заговор обречённых — Христина Падера
- 1953 — Серебристая пыль — Дорис Стил
- 1953 — Анна Каренина (фильм-спектакль) — жена посланника
- 1957 — Шторм — игуменья
- 1961 — В начале века — Вера Засулич
- 1962 — На семи ветрах — Долли Максимовна Петрова
- 1963 — Всё остаётся людям — Наталья Дмитриевна
- 1965 — Свет далёкой звезды — Ксения Петровна Прохорова
- 1965 — Герой нашего времени — старуха
- 1965 — Друзья и годы — мать Григория
- 1966 — Старшая сестра — член приёмной комиссии
- 1967 — Прямая линия — Зорич
- 1967 — Анна Каренина — графиня Вронская
- 1968 — Живой труп — Анна Дмитриевна Каренина
- 1968 — Доживём до понедельника — учитель
- 1968 — Портрет Дориана Грея (фильм-спектакль) — леди Нарборо
- 1970 — Боян Чонос (фильм-спектакль) — мать
- 1972 — Сибирячка — Одинцова
- 1972 — Час жизни (фильм-спектакль)
- 1974 — Предварительная защита
- 1975 — Горянка — Вера Васильевна, учительница
- 1976 — На всякого мудреца довольно простоты (фильм-спектакль) — Глумова
- 1976 — Сибирь (телефильм) — фрау Бауэр
- 1979 — Выстрел в спину — Клавдия Ивановна, тётя Ветрова
- 1980 — Путь к медалям — бабушка Тани
- 1981 — Репетитор (фильм-спектакль) — Ксения Замятина
- 1982 — Покровские ворота — Алиса Витальевна, тётя Костика
- 1985 — Несмотря на преклонный возраст (фильм-спектакль) — Ева Самойловна
- 1988 — Работа над ошибками — пожилая актриса
- 1997 — Три сестры (фильм-спектакль) — Анфиса
- 1998 — Дядя Ваня. Сцены из деревенской жизни (фильм-спектакль) — Войницкая
- 1998 — Чехов и Ко (новелла «Святая простота») (телефильм) — старуха-кухарка

### Архивные кадры
- 2002 — Дом актёра. По долгу памяти. Софья Пилявская (документальный)
- 2002 — Софья Пилявская (из цикла телепрограмм канала ОРТ «Чтобы помнили») (документальный)
- 2006 — Дань восхищения (документальный)

### Сочинения
Автор мемуаров «По долгу памяти» (1993).
- Грустная книга. — М.: Азбука: Азбука-Аттикус, 2024. — 448 с.